# 蘇逸恒
蘇逸恒（英語：So Yat-hang，1993年6月25日—），曾任黃偉賢區議員及許智峯立法會議員助理，前香港東區區議會愛秩序灣選區議員，是前民主黨黨員及中央委員。

## 參政經歷
許智峯當選立法會議員後，蘇逸恆便擔任其助理之一，並遂開始落區。2019年區議會選舉，民建聯顏尊廉不再在愛秩序灣競選連任，並由郭詠健出選。最終 蘇逸恆以4,600票大勝郭詠健的3,771票，為民主派重奪議席。

### 被取消議員資格
2021年9月15日，蘇逸恆因被香港政府根據《基本法》第104條的解釋所訂下的原則及相關的法律規定，宣布其宣誓為無效宣誓而失去議員資格，結束一年餘的區議員任期。

### 未經民主黨批准支持立法會選舉的候選人並因此被革除黨籍
2021年香港立法會選舉期間，蘇逸恒未經民主黨批准，簽署支持同意書予港島東候選人潘焯鴻，潘焯鴻在多區掛上其與蘇逸恒的「孖頭」橫額。在民主黨舉行特別中委會討論有關事宜前夕，蘇去信申請辭去所有黨務。
2022年2月16日，民主黨中委會通過革除副主席梁翊婷及蘇逸恆的黨籍。

## 議會問政

### 政府突取消監警會會議

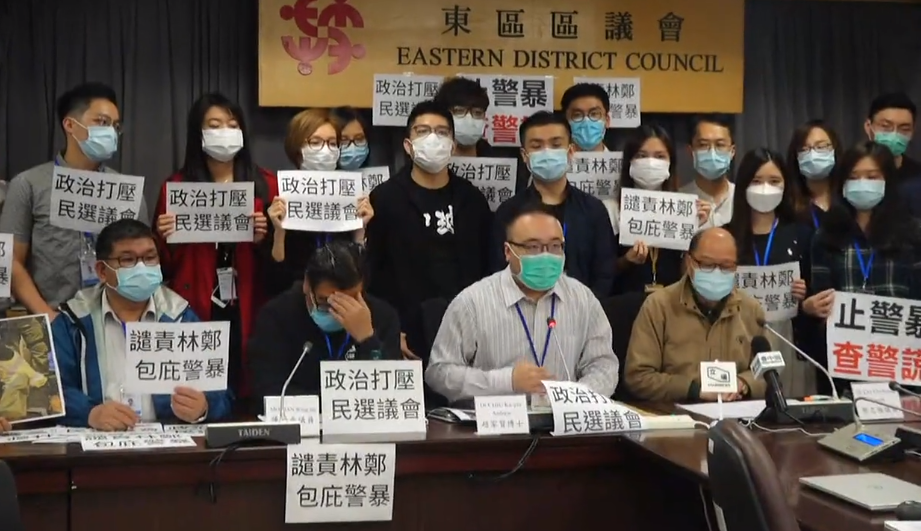
2020年3月10日，東區民主派議員譴責警務處不尊重民選議會 拒派員出席檢警會會議

2020年3月10日，東區區議會原定舉行「檢視警方執法及行動特別委員會」第三次會議，討論多項與反對修訂逃犯條例相關議案，包括要求警方交代8月5日晚上北角衝突中的警力問題、在11月在柴灣發射多次催淚彈的原因、於太古城和西灣河的執法行動等事件。不過民政處在會議當日早上突然向委員會成員發出電郵，稱會議的職權範圍「可能涉及全港性執法事宜」和「收到高層命令」而宣布取消會議。警務處也拒絕派員出席。區議會26名民主派議員批評警權凌駕區議會職能，政府高層打壓區議會。

## 外部連結
- 蘇逸恒 So Yat Hang的Facebook專頁

| 議會席位      | 議會席位                                                 | 議會席位 |
| ------------- | -------------------------------------------------------- | -------- |
| 前任： 顏尊廉 | 東區區議會 愛秩序灣選區區議員 2020年1月1日—2021年9月15日 | 空缺     |